# غواراني (شعب)
غواراني هي مجموعة من الشعوب الأصلية ذات الصلة بالثقافة في أمريكا الجنوبية، وتتمييز عن قبائل التوبي ذات الصلة، باستخدامهم لغة غواراني. يقع النطاق التقليدي لشعب غواراني في الباراغواي الحالية بين نهر بارانا ونهر باراغواي السُفلي، ومقاطعة ميسيونيس بالأرجنتين، وجنوب البرازيل إلى أقصى الشرق حتى ريو دي جانيرو، وأجزاء من الأوروغواي وبوليفيا.
الرغم من أن هيمنتهم الديموغرافية على المنطقة قد تقلصت بسبب الاستعمار الأوروبي والظهور المُتكافئ للميستيثو، إلا أن سكان غواراني المُعاصرين عاشوا في هذه المناطق. والجدير بالذكر أن لغة غواراني لا تزال يُتحّدث بها على نطاق واسع في الأوطان الغوارانية التقليدية، وهي واحدة من اللغتين الرسميتين في الباراغواي، والأخرى هي الإسبانية. يُنظر إليها الآن بكل فخر وتُعتبر رمزًا للتميز القومي. يتعلم سُكان الباراغواي اللغة الغوارانية بشكل غير رسمي من التفاعل الاجتماعي ورسمياً في المدارس العامة. في اللغة الإسبانية الحديثة، يشير الغواراني أيضًا إلى أي المواطن الباراغواياني بنفس الطريقة التي يُطلق عليها الفرنسيون أحيانًا اسم الغاليين.

## التسمية
تاريخ ومعنى اسم غواراني محل نزاع. قبل أن يواجهوا الأوروبيين، أشار الغوارانيون إلى أنفسهم ببساطة باسم «أبا»، أي «الرجال» أو «الناس». وقد استخدم مصطلح الشعب الغواراني في الأصل من قبل المبشرين اليسوعيين الأوائل للإشارة إلى المواطنين الذين قبلوا اعتناق الدين المسيحي. وقد استخدم كايوا أو كينغوا (ka'aguygua) للإشارة إلى أولئك الذين رفضوا ذلك. تُترجم كايوا تقريبًا على أنها «تلك الموجودة في الغابة». وفي حين أن مصطلح «كايوا» لا يزال يستخدم أحيانا للإشارة إلى مستوطنات الشعوب الأصلية التي لم تندمج بشكل جيد في المجتمع المهيمن. في حين أنّ الاستخدام الحديث لاسم غواراني يشمل عمومًا جميع الأشخاص من السكان الأصليّين بغض النظر عن الوضع الاجتماعي. وقد كتبت باربرا غانسون أن الاسم غواراني أعطي من قبل الإسبان لأنه يعني «محارب» في باللهجة التوبية الغوارانية المنطوقة هناك. تم توثيق لغة Guarinĩ في توبي القديمة في القرن الثاني عشر، من قبل مصادر يسوعية، على أنها ”الحرب، المحارب، لشن الحرب، وأمراء الحرب“.

## التاريخ والأسطورة والخرافة

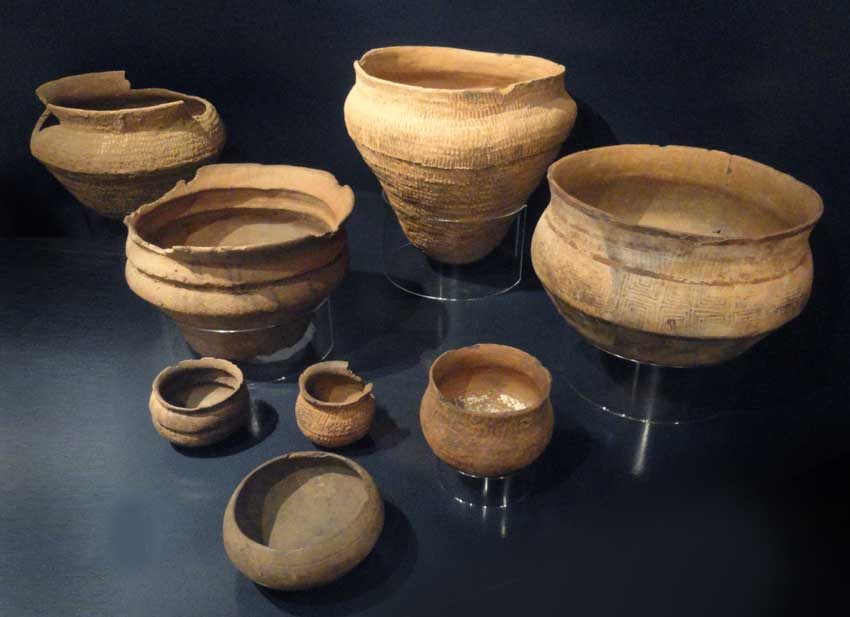
سيراميك غواراني

غالبًا ما كانت قرى الغواراني عبارة عن منازل مشتركة لعشرة إلى 15 عائلة. تم توحيد المجتمعات من خلال المصلحة المشتركة واللغة الدارجة بينهم، وتميل إلى تشكيل مجموعات قبلية باللهجة. يقدر عدد الغواراني بحوالي 400,000 شخص عندما قابلهم الأوروبيون لأول مرة. في ذلك الوقت، كانت قرى مُستقرة وزراعية، وكانت تعيش إلى حد كبير على بفرة والذرة واللحوم البرية والعسل.
وبالمثل لا يُعرف سوى القليل عن مُجتمع غواراني ومُعتقداته. لقد مارسوا شكلاً من أشكال وحدة الوجود الأرواحية، وقد نجا الكثير منها في شكل فولكلور وأساطير عديدة. وفقًا لمُبشر اليسوعيين مارتن دوبريزوفر، فأنهم مارسوا أكل لحوم البشر في وقت من الأوقات، وربما كانت طقوس جنائزية، لكن بعد ذلك تم التخلص من الموتى في الجراري الكبيرة المقلوبة على الأرض. ولا تزال الأساطير الغوارانية مُنتشرة في الباراغواي الريفية.
تم تجميع الكثير من أساطير وخرافات غواراني بواسطة جامعة ميسيونس الوطنية في شمال الأرجنتين ونشرت تحت عنوان «خرافات وأساطير: رحلة حول أراضي غواراني، مختارات في عام 1870» (تُرجمت إلى اللغة الإنجليزية في عام 1906).
تحمل شلالات إيغوازو المُقدسة أهمية خاصة لغواراني وهي مصدر إلهام للعديد من الأساطير والخُرافات. وتكشف عن صوت المعارك القديمة في أوقات مُعينة، وهو المكان الذي اختطفت فيه إيارا (روح بومبورو الخبيثة) أنجا (عذراء) وأخفتها. السنونو الذي يسكن الشلالات حتى يومنا هذا يبحث عنها عبثًا.

### الاتصال الأوروبي
في عام 1537، اجتاز غونزالو دي ميندوزا الباراغواي إلى ما يقرب من الحدود البرازيلية الحالية. لدى عودته، تعرف على الغواراني وأسس مدينة أسونسيون، فيما بعد عاصمة باراغواي. بدأ الحاكم الأول لإقليم غويرا الأسباني سياسة التزاوج بين الرجال الأوروبيين ونساء السكان الأصليين؛ أحفاد هذا التمازج ورِثوا دولة الباراغواي اليوم. وفقًا لقوانين جزر الهند، تم حظر العبودية بموجب القانون في أمريكا اللاتينية.
جاء أول اليسوعيين، الأب باركينا والأب أنغولو، إلى ما يعرف الآن بولاية بارانا، جنوب البرازيل، في عام 1585، عن طريق البر من الغرب. وسرعان ما تبعهم آخرون، وأنشئت كلية يسوعية في أسونسيون. في عام 1608، نتيجة للاحتجاج اليسوعي ضد استعباد السكان الأصليين، أعطى الملك فيليب الثالث ملك إسبانيا السلطة لليسوعيين لتحويل واستعمار قبائل غوارايا. في الفترة المبكرة، تم استخدام اسم باراجواي بشكل فضفاض لتعيين حوض النهر بأكمله، بما في ذلك أجزاء مما يعرف الآن بالأوروغواي والأرجنتين وبوليفيا والبرازيل.
في وقت مبكر من تاريخ أسونسيون، قام الأب لويس دي بولانيوس بترجمة التعليم المسيحي إلى لغة غواراني والوعظ لشعب غواراني الذين أقاموا في المنطقة المحيطة بالمستوطنة. في 1588-1589 عبر القديس فرانسيس سولانوس برية تشاكو من بيرو وتوقف عند أسونسيون، لكنه لم يعر اهتمامًا لغواراني. ترك مغادرته اليسوعيين وحدهم في عملهم التبشيري، وللدفاع عن السكان الأصليين ضد تجار الرقيق. ووصل إقليم توريس اليسوعي في عام 1607، و «وضع نفسه فوراً على رأس أولئك الذين عارضوا الأعمال الوحشية التي تمارس ضد السكان الأصليين».

### الحفاظ على الثقافة
اليوم، لغة غواراني هي لغة رسمية في باراغواي وبوليفيا والأرجنتين وماتو غروسو دو سول في البرازيل. اعتبارًا من عام 2012، كان ما يقدر بنحو 90 ٪ من الناس في باراغواي يتحدثون لغة غواراني.

### العبودية
كان مستودع مركز تجارة الرقيق بمدينة ساو باولو. في الأصل مكان التقاء القراصنة البرتغاليين والهولنديين، أصبح فيما بعد ملاذاً للمُجرمين، الذين اختلطوا بالنساء الأمريكيات والأفريقيات وشاركن بنشاط في أسر وبيع الغوارانيين كعبيد.
لمعارضة هؤلاء اللصوص المسلحين والمنظمين، كان للقبائل فقط أقواسهم وسهامهم. قُتل العديد من الغوارانيين أو استعبدهم صيادو العبيد الذين نشطوا في البرازيل خلال تلك السنوات.

### مستوطنات الباراغواي
في عام 1607، أرسل الملك الإسباني فيليب الثالث رسالة إلى حاكم ريو دي بلاتا هيرناندارياس دي سافيدرا ليطلب منه إرسال اليسوعيين الواصلين حديثًا لبدء عملهم التبشيري. مع الحماية الملكية الإسبانية، تم إنشاء أول بعثة مسيحية في بارانابانيما من قبل الأب جوزيف كاتالدينو والأب سيمون ماشيراتا في عام 1610. ناقش القس اليسوعي الأب رويز دي مونتويا صعوبات نشر الإرساليات وتفاعلاته مع الغواراني في عمله «كتاب الفتح الروحي». كتب رويز دي مونتويا أن أحد قبائل غواراني ميغيل أرتيغواي رفض في البداية الانضمام إلى البعثات حتى هددته مجموعة أخرى من السكان الأصليين. ثم عاد أرتيغواي إلى البعثة وطلب الحماية. نظرًا لأن البعثة وفرت الحماية الحقيقية الوحيدة الممكنة ضد الاستعباد، فقد توافد الغواراني هناك بأعداد كبيرة بحيث تم إنشاء اثنتي عشرة بعثة أخرى في تتابع سريع، تضم كل 40.000 غواراني. كان ينظر إلى اليسوعيين على أنهم وسطاء بين السلطات الإسبانية ورؤساء الغواراني. كانت البعثات اليسوعية بحاجة إلى متحولين جدد وعمال مطلوبين للمساعدة في الحفاظ على البعثات. ساعد الغواراني في زراعة المحاصيل للحفاظ على سكان البعثات وأيضًا إنتاج سلع لبيعها وتداولها لتمويل البعثات. حفز هذا النجاح الأب غونزاليس واثنان من رفاقه على السفر إلى أوروغواي وأنشأوا بعثتين أو ثلاث بعثات صغيرة في عام 1627. قتلت القبائل المحلية الكهنة والمبتدئين وأحرقت الإرساليات.

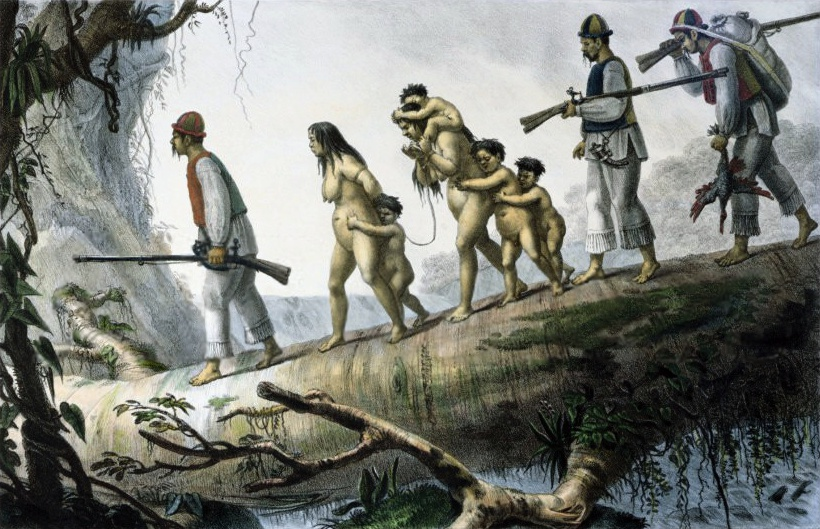
عائلة غوارانية استولى عليهم صيادي العبيد. بقلم جان بابتيست ديبرت.

اعتبر غزاة العبيد مهمات غواراني «مجرد فرصة للقبض على عدد أكبر من الهنود من المعتاد على نطاق واسع». في عام 1629، حاصر جيش من بوليستاس بعثة سان أنطونيو، وأشعلوا النار في الكنيسة والمباني الأخرى، وقتلوا أولئك الذين قاوموا أو كانوا صغارًا أو أكبر من أن يسافروا، وحملوا الباقين إلى العبودية. سرعان ما لقي سان ميغيل ويسوع ماريا نفس المصير. في النهاية، أدت التعزيزات التي جمعها الأب كاتالدينو إلى إبعاد النخاسين. في غضون عامين، تم تدمير جميع المؤسسات باستثناء اثنتين، وتم نقل 60 ألفًا من المتحولين إلى المسيحية للبيع في ساو باولو وريو دي جانيرو. وقعت الهجمات عادة يوم الأحد، عندما كان جميع سكان البعثة متجمعين لحضور القداس. عادة ما يُنقذ الكهنة، لكن العديد منهم قُتل.
في عام 1750، نقلت معاهدة بين إسبانيا والبرتغال (معاهدة مدريد) إلى البرتغال أراضي البعثات السبع في أوروغواي، وأمر الغوارانيون بالمغادرة. رفضوا المغادرة، لأنهم كانوا على دراية بالبرتغاليين بصفتهم صيادي رقيق. سبع سنوات من حرب العصابات قتلت الآلاف منهم (انظر حرب الغواراني). حصل اليسوعيون على مرسوم ملكي بإعادة منطقة البعثة المتنازع عليها إلى الولاية القضائية الإسبانية. وفي عام 1767، تم طرد اليسوعيين من الأراضي الخاضعة للسيطرة الإسبانية بمرسوم ملكي. خوفًا من نتيجة هذا القرار، عهد نائب الملك أنطونيو ماريا بوكاريلي بتنفيذ الولاية في عام 1768 إلى ضابطين بقوة قوامها 500 جندي، تم رفض طلب غواراني بابقاء اليسوعيون، لكن الرسالة كانت تسلط الضوء على قيمة العلاقة التي أقامها اليسوعيون والغواراني في المنطقة.
بموجب قانون اللوائح التي وضعها نائب الملك في ظل التنظيم السياسي الفوضوي، تراجعت المهمات اليسوعية بسرعة، وعاد معظم شعب الغواراني إلى الريف. وفقًا للإحصاء الرسمي لعام 1801، بقي أقل من 45,000 غواراني؛ اختفت الماشية والأغنام والخيول؛ كانت الحقول والبساتين متضخمة أو مقطوعة، وكانت الكنائس في حالة خراب. الفترة الطويلة من النضال الثوري التي تلت ذلك أكملت الدمار. في عام 1814، بلغ عدد الهنود البعثة 8000، وفي عام 1848 أعلن الباقون كمواطنين. سعت العلاقة بين الغواراني واليسوعيين إلى إفادة كلا الجانبين من خلال السماح لليسوعيين بتوسيع وجودهم التبشيري في المنطقة ومنح الغواراني الحماية ضد الاستعباد، أثرت هذه العلاقة على غواراني في السنوات التي أعقبت طرد اليسوعيين. أصبحوا قبائل الغواراني ما يُسموا بـ «الهنود المتحضرين» الذين استخدموا المعرفة التي تعلموها من اليسوعيين وأصبحوا مواطنين يعملون في مختلف المهن.

### غواراني البوليفي الشرقي

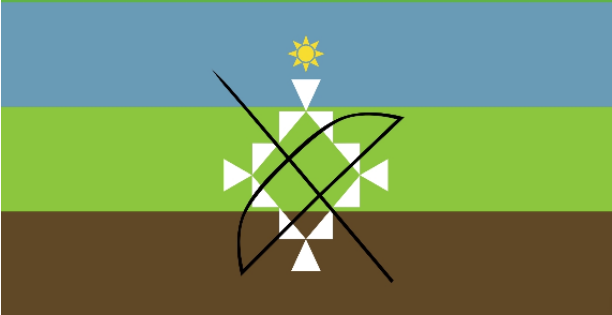
علم إقليم غواراني المتمتع بالحكم الذاتي في تاراغوا، بوليفيا

عاش شعب الغواراني في بوليفيا، المسمى «شيريجوانوس»، في سفوح جبال الأنديز وله تاريخ مختلف عن معظم شعب غواراني الآخرين. نظرًا لطابعهم الحربي، كانوا شيريجوانوس معاديين بدورهم لإمبراطورية الإنكا والإسبان ودولة بوليفيا المستقلة من أواخر القرن الخامس عشر إلى أواخر القرن التاسع عشر. لم تحقق الإرساليات اليسوعية نجاحًا كبيرًا بين شيريجوانوس، على الرغم من أن الفرنسيسكان في القرن التاسع عشر اجتذبوا العديد من المتحولين. لم يتم تهدئة الأخوين شيريجوانوس حتى هزيمة عام 1892 في معركة كورويوكي.

## اليوم

### باراغواي
لا يزال شعب الغواراني وثقافتهم مستمرين. جميع قبائل الغابات تقريبًا على حدود باراغواي هي من الغواراني. كثير منهم من أحفاد المنفيين. وفي باراغواي، يسود النسب الغواراني بين السكان، وتتحدث اللغة الغوارانية في معظم المقاطعات حتى يومنا هذا. 

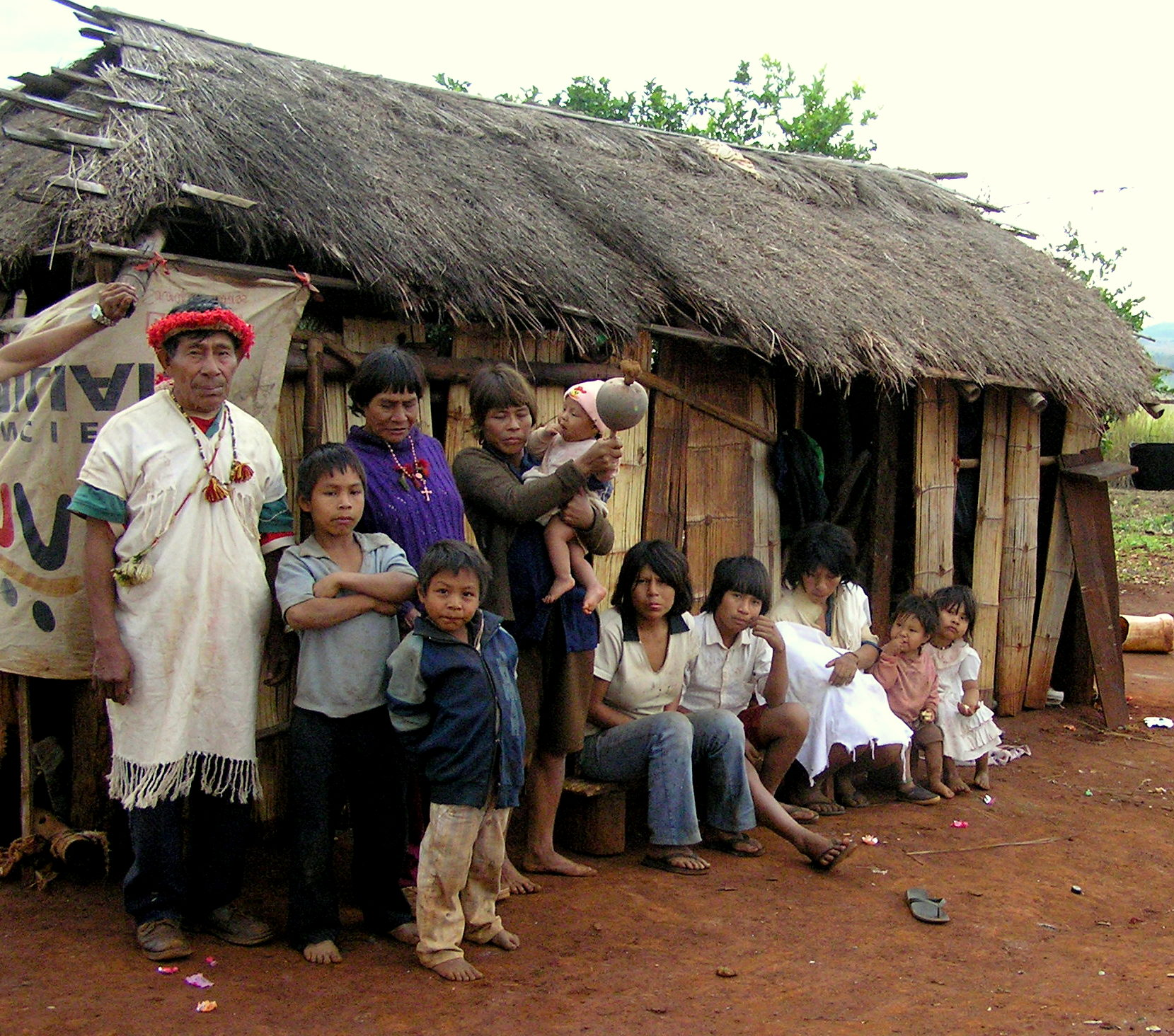
شعب باي تافيتيرا في مقاطعة أمامباي ، باراغواي ، 2012
اللغة الغوارانية خريطة أمريكا الجنوبية وإسبانيا.
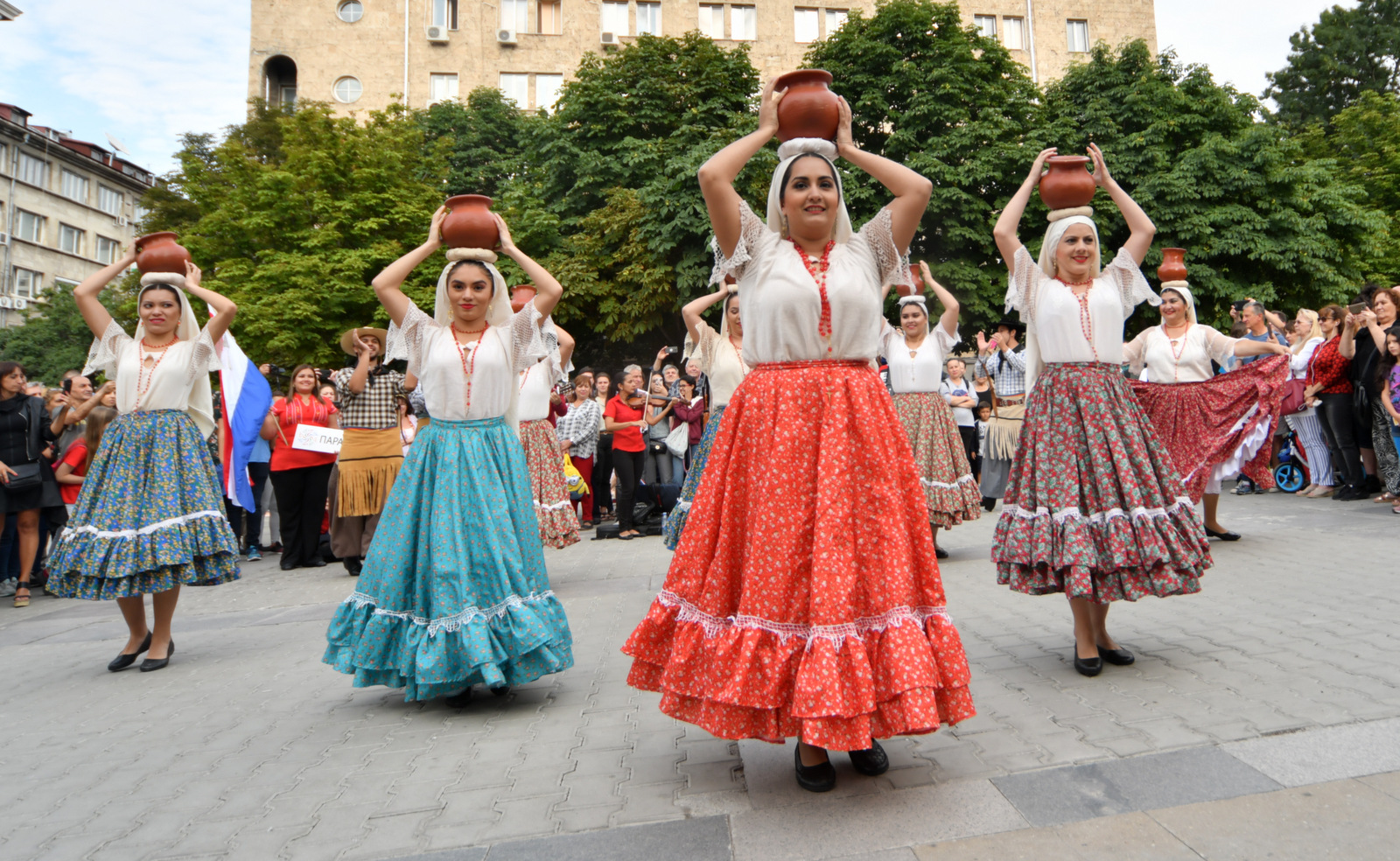
فرقة الفولكلور الباراجواياني ألما غواراني "روح الغواراني" مهرجان فيتوشا الدولي للفولكلور في صوفيا ، بلغاريا.

## اللغة

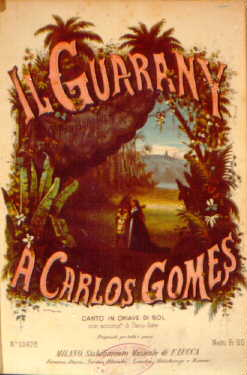
الغلاف الأمامي لمسرحية الغواراني لكارلوس جوميز

لقد تم تطوير لغة الغواراني كثيرًا، حيث تغطي أدبها مجموعة واسعة من الموضوعات. كُتب العديد من الأعمال من قبل الكهنة، سواء كليا أو جزئيا باللغة الأم، ونشرتها الصحافة المهمة في لوريتو. وتم استخدام اللغة أيضًا في قبائل أخرى مثل تشاكو في باراغواي وشمال الأرجنتين. كما وصفت الغواراني في وقت لاحق، من بين العديد من الوثائق التاريخية الأخرى الموجودة اليوم، في عام 1903 بواسطة المستكشفين الكرواتيين ميركو وستجيبان سيلجان. يمكن تتبع العديد من الكلمات الإنجليزية إلى جذور الغواراني، مثل «التابيوكا»، و«الطوقان»، و«جاكوار».
في الوقت الحاضر، لا تزال اللغة هي السمة الرئيسية الملزمة لشعب الغواراني. تتحدث الجاليات الأرجنتينية بشكل أساسي مبيا غواراني، على عكس توبي غواراني وغواراني جوبارا التي يتم التحدث بها في باراغواي والبرازيل. هذه الأصناف مفهومة بشكل متبادل. قرى غواراني الواقعة في جنوب البرازيل وشمال الأرجنتين أكثر تهميشًا بسبب الهجرة الأوروبية بعد الحربين العالميتين الأولى والثانية. لا يتحدث الكثير من شعب غواراني الإسبانية ولا يتحدث المهاجرون الأوروبيون لغة الغواراني. لا يزال مبيا غواراني يعيشون في قرى منعزلة وفقط المسؤولين يتعلمون اللغة الإسبانية. قامت حكومة الأرجنتين مؤخرًا بتمويل المدارس ثنائية اللغة جزئيًا في مقاطعة ميسيونس الشمالية.
باراغواي بلد ثنائي اللغة ويتحدث معظم سكانها الناطقين بالإسبانية شكلاً من أشكال الغواراني. يتعلم سكان باراغواي لغة الغواراني بشكل غير رسمي من خلال التفاعل الاجتماعي وبشكل رسمي في المدارس العامة. أصبحت لغة الغواراني جزءًا من المناهج الدراسية المطلوبة في المدارس العامة خلال السنوات العشر التي تلت سقوط الرئيس السابق ألفريدو ستروسنر في عام 1989. ويتحدث السكان الأصليون في باراغواي لغة توبي غواراني التقليدية بينما يتحدث غالبية سكان باراغواي ثنائي اللغة لغة الغواراني جوبارا ("جوبارا") "يعني مختلطة).
في أغسطس 2009، أطلقت بوليفيا جامعة بلغة الغواراني في كورويوكي في مقاطعة تشوكيساكا الجنوبية الشرقية والتي ستحمل اسم البطل الأصلي أبياجوايكي تومبا. قال وزير التعليم في بوليفيا إن جامعات السكان الأصليين «لن تفتح فقط العالم الغربي والعالمي للمعرفة، بل ستفتح أيضًا المعرفة بهويتنا».
اليوم، يتم تدريس لغة الغواراني الباراغوايانية القياسية في جميع أنحاء العالم:
- أمريكا الشمالية: الولايات المتحدة
- أمريكا الجنوبية: الأرجنتين، بوليفيا، البرازيل، أوروغواي
- أوروبا: إسبانيا، فرنسا، سويسرا، ألمانيا، إيطاليا، المملكة المتحدة
- آسيا: اليابان، تايوان

## الإرث
تم تسمية عدد لا يحصى من الأشخاص والشوارع والأحياء والمدن والأنهار والحيوانات والفواكه والنباتات ونوادي كرة القدم والشركات في البرازيل وبوليفيا وباراغواي والأرجنتين وأوروغواي باللغة الغوارانية. وتسمية غالبية الولايات البرازيلية والمدن الأوروغوايانية باللغة الغوارانية أيضًا. الغواراني موجودة في كل أمريكا الجنوبية تقريبًا، بما في ذلك الجزء الشمالي منها. من أبرز الشخصيات المعروفة بالغواراني عازف الجيتار والمُلحن أوجستين باريوس.

## روابط خارجية
- http://www.unavenirpourlesguaranis.org - حملة من أجل غواراني، المنظمات غير الحكومية الفرنسية
- صندوق بقاء غواراني - الصندوق الذي افتتحته المنظمة البريطانية غير الحكومية Survival International لدعم الغواراني
- غواراني، لغة الشعب
- الموسوعة الكاثوليكية
- دوائر الثقافة: الإعلام والسياسة والهوية في جبال الأنديز
- الشعوب الأصلية واللغة (الإسبانية)
- الهنود البوليفيون يرون خروج صخري من القنانة بواسطة الأسوشيتد برس، 2 يناير / كانون الثاني 2010
- الغواراني - صندوق النجاة الدولي الخيري